# Certines
Certines – miejscowość i gmina we Francji, w regionie Owernia-Rodan-Alpy, w departamencie Ain.

## Demografia
Według danych na styczeń 2012 gminę zamieszkiwało 1485 osób, a gęstość zaludnienia wynosiła 93,3 osób/km².